# William Hogan (cầu thủ bóng đá)
William Hogan (sinh năm 1871) là một cầu thủ bóng đá người Anh từng thi đấu ở vị trí tiền vệ chạy cánh.